# Командный чемпионат Европы по спортивной ходьбе 2021
Командный чемпионат Европы по спортивной ходьбе 2021 года прошёл 16 мая в курортном городе Подебрады (Чехия). Сильнейших выявляли взрослые спортсмены и юниоры до 20 лет (2002 года рождения и моложе). Были разыграны 12 комплектов медалей (по 6 в личном и командном зачёте).
Турнир 2021 года стал первым, проведённым под новым названием Командный чемпионат Европы по спортивной ходьбе. Предыдущие 13 розыгрышей с 1996 по 2019 годы эти соревнования значились в календаре как Кубок Европы по спортивной ходьбе. При этом изменение наименования не повлекло никаких изменений в формате проведения.
Право проведения первых трёх командных чемпионатов Европы (2021, 2023, 2025) было доверено городу Подебрады в мае 2019 года Советом Европейской легкоатлетической ассоциации. До этого чешский курорт принимал Кубок Европы в 2017 году.
В 2021 году в программу турнира была включена дистанция 35 км у женщин. Она заменила более длинную, 50 км, которая, таким образом, была проведена на Кубках (командных чемпионатах) Европы всего лишь один раз — в 2019 году. История 50 км у мужчин также завершилась в Подебрадах. Медали на этой дистанции были разыграны в 2021 году в последний раз. По решению World Athletics, с 2022 года на всех основных международных соревнованиях она заменялась на 35 км.
В третий раз подряд в турнире не принимала участие сборная России, отстранённая в ноябре 2015 года от международных соревнований в связи с допинговым скандалом. Ни одного россиянина не вышло на старт и в статусе нейтрального атлета, поскольку World Athletics ограничила 10 спортсменами их возможную заявку на все официальные международные старты 2021 года среди взрослых, включая Олимпийские игры. Список из 10 человек определяла Всероссийская федерация лёгкой атлетики, после чего в него нельзя было вносить изменения от старта к старту. На момент проведения командного чемпионата Европы по спортивной ходьбе данный список ещё не был сформирован.
Каждая команда могла выставить до четырёх спортсменов в каждый из взрослых заходов и до трёх — в юниорских соревнованиях. Лучшие сборные в командном зачёте определялись по сумме мест трёх лучших спортсменов среди взрослых и двух лучших — среди юниоров.
На старт вышли 200 ходоков из 25 стран Европы (87 мужчин, 70 женщин, 19 юниоров и 24 юниорки). Трасса длиной один километр была проложена по территории Лазенского парка.

## Расписание
| Дата        | Время | Забег                       |
| ----------- | ----- | --------------------------- |
| 16 мая 2021 | 08:00 | 50 км мужчины 35 км женщины |
| 16 мая 2021 | 09:00 | 10 км юниоры                |
| 16 мая 2021 | 11:15 | 10 км юниорки               |
| 16 мая 2021 | 13:30 | 20 км женщины               |
| 16 мая 2021 | 15:30 | 20 км мужчины               |

Время местное (UTC+2:00)

## Итоги соревнований
Среди юниоров до 20 лет первым финишную линию пересёк француз Димитри Дюран, показавший результат 41.26. Однако в его ускорении на заключительном круге судьи усмотрели нарушение техники ходьбы (фазу полёта) и вынесли ему предупреждение, которое стало для Дюрана третьим. В соответствии с правилами, спортсмен с 3 предупреждениями должен остановиться на 60 секунд в специальной штрафной зоне, после чего может вновь вернуться на трассу. Так как француз успел закончить дистанцию, 60 секунд были прибавлены к его финишноиу времени, в результате чего он переместился с первого места на четвёртое.
На дистанции 50 км лидерство со старта захватил Карл Юнгханнсс из Германии. В отдельные моменты его преимущество над преследователями достигало 3 минут, но сохранить первое место до финиша ему не удалось. На 43-м километре вперёд вышел испанец Марк Тур, а за ним Юнгханнсса стали обгонять и другие участники. Ходок из Германии завершил соревнования на 8-м месте с результатом 3:52.07. Чемпионом стал Тур с 45-секундным преимуществом над серебряным призёром. Второй результат среди испанских спортсменов показал 51-летний Хесус Анхель Гарсия, занявший 20-е место (4:01.14). Для него это было 11-е выступление на Кубках (командных чемпионатах) Европы (из 14 возможных). При этом он выиграл 50 км на трёх из них, в том числе на самом первом в 1996 году.
В женском заходе на 35 км ещё одной жертвой высокого темпа могла стать Элеонора Джорджи. Начав первые километры вместе с лидерами-мужчинами, она довольно быстро получила 2 предупреждения за технику ходьбы и была вынуждена снизить скорость. На 20-м километре её обогнала Андигони Дризмбиоти из Греции, а затем ещё две спортсменки. Ближе к финишу Джорджи смогла обратно отыграть две позиции и завоевать серебряную медаль. 36-летняя Дризмбиоти осталась недосягаемой, став первой чемпионкой из Греции в истории этих соревнований.
В заходе на 20 км среди мужчин впервые в истории Кубков (командных чемпионатов) Европы действующий победитель защитил свой титул. Как и в 2019 году, чемпионом стал Персеус Карлстрём из Швеции. Среди женщин сильнейшей оказалась итальянка Антонелла Пальмизано. Для неё победа на турнире так же стала второй в карьере (первую она одержала в 2017 году на этой же трассе в Подебрадах).

## Призёры
Курсивом выделены участники, чей результат не пошёл в зачёт команды

### Мужчины и юниоры
| Дисциплина             | Золото                                                                                | Золото  | Серебро                                                                               | Серебро  | Бронза                                                                          | Бронза   |
| ---------------------- | ------------------------------------------------------------------------------------- | ------- | ------------------------------------------------------------------------------------- | -------- | ------------------------------------------------------------------------------- | -------- |
| 20 км                  | Персеус Карлстрём Швеция                                                              | 1:18.54 | Альваро Мартин Испания                                                                | 1:19.14  | Диего Гарсия Испания                                                            | 1:19.19  |
| 20 км (команды)        | Испания · Альваро Мартин · Диего Гарсия · Мигель Анхель Лопес · Луис Альберто Амескуа | 9 очков | Италия · Франческо Фортунато · Массимо Стано · Федерико Тонтодонати · Маттео Джуппони | 24 очка  | Германия · Нильс Брембах · Кристофер Линке · Лео Кёпп · Хаген Поле              | 43 очка  |
| 50 км                  | Марк Тур Испания                                                                      | 3:47.40 | Алекси Ояла Финляндия                                                                 | 3:48.25  | Андреа Агрусти Италия                                                           | 3:49.52  |
| 50 км (команды)        | Италия · Андреа Агрусти · Марко Де Лука · Микеле Антонелли · Стефано Кьеза            | 23 очка | Германия · Натаниель Зайлер · Карл Юнгханнсс · Карл Доман                             | 24 очка  | Испания · Марк Тур · Хесус Анхель Гарсия · Мануэль Бермудес · Хосе Игнасио Диас | 41 очко  |
| Юниоры 10 км           | Хосе Луис Идальго Испания                                                             | 41.35   | Пол Макграт Испания                                                                   | 41.51    | Серхат Гюнгёр Турция                                                            | 42.20    |
| Юниоры 10 км (команды) | Испания · Хосе Луис Идальго · Пол Макграт · Пабло Пастор                              | 3 очка  | Франция · Димитри Дюран · Люка Древиль · Флорьян Петер                                | 12 очков | Турция · Серхат Гюнгёр · Мустафа Текдаль                                        | 15 очков |

1. 1 2  Результат украинского спортсмена Игоря Главана (3:58.12, 17 место) был аннулирован в связи с нарушением антидопинговых правил'"`UNIQ--ref-0000000C-QINU`"'. Как следствие, его результат был исключён из подсчёта очков сборной Украины, из-за чего та переместилась в командном первенстве с третьего места на четвёртое, пропустив вперёд Испанию

### Женщины и юниорки
| Дисциплина              | Золото                                                                            | Золото        | Серебро                                                                                     | Серебро  | Бронза                                                                                        | Бронза   |
| ----------------------- | --------------------------------------------------------------------------------- | ------------- | ------------------------------------------------------------------------------------------- | -------- | --------------------------------------------------------------------------------------------- | -------- |
| 20 км                   | Антонелла Пальмизано Италия                                                       | 1:27.42       | Мария Перес Испания                                                                         | 1:28.03  | Лаура Гарсия-Каро Испания                                                                     | 1:28.07  |
| 20 км (команды)         | Испания · Мария Перес · Лаура Гарсия-Каро · Ракель Гонсалес · Юлия Такач          | 9 очков       | Украина · Елена Собчук · Анна Шевчук · Людмила Оляновская                                   | 21 очко  | Италия · Антонелла Пальмизано · Валентина Траплетти · Николь Коломби · Мариявиттория Беккетти | 23 очка  |
| 35 км                   | Андигони Дризмбиоти Греция                                                        | 2:49.55 NR CR | Элеонора Джорджи Италия                                                                     | 2:51.05  | Лидия Барчелла Италия                                                                         | 2:51.50  |
| 35 км (команды)         | Италия · Элеонора Джорджи · Лидия Барчелла · Федерика Курьяцци · Беатриче Форести | 13 очков      | Греция · Андигони Дризмбиоти · Кириаки Филтисаку · Кристина Пападопулу · Ефстафия Куркуцаки | 18 очков | Беларусь · Надежда Дорожук · Анастасия Родькина · Анастасия Яцевич                            | 23 очка  |
| Юниорки 10 км           | Элишка Мартинкова Чехия                                                           | 45.46         | Адриана Орнелаш Португалия                                                                  | 47.01    | Маэль Бире-Эслуи Франция                                                                      | 47.05    |
| Юниорки 10 км (команды) | Португалия · Адриана Орнелаш · Инеш Мендеш · Бруна Маркеш                         | 7 очков       | Франция · Маэль Бире-Эслуи · Эльвина Карре                                                  | 7 очков  | Чехия · Элишка Мартинкова · Клара Главачова · Яна Зикмундова                                  | 15 очков |